# Isabella Hatak

Isabella Hatak (2021)

Isabella Hatak (* 25. Dezember 1983 in Wien)  ist eine österreichische Wirtschaftswissenschaftlerin und Ordinaria für Management von Klein- und Mittelunternehmen an der Universität St. Gallen.

## Leben
Isabella Hatak wurde als ordentliche Professorin an der Universität St. Gallen (HSG) gewählt und leitet seit Februar 2020 als Direktorin das Schweizerische Institut für KMU und Entrepreneurship, zusammen mit Thomas Zellweger und Urs Fueglistaller. Zudem ist sie akademische Direktorin des Diplomprogramms Intensivstudium KMU (DAS in Führung und Management von KMU) an der Universität St. Gallen.
Vor ihrer Tätigkeit an der HSG arbeitete Isabella Hatak als Associate Professor am Netherlands Institute for Knowledge-Intensive Entrepreneurship an der Universität Twente, stellvertretende Institutsvorständin am Institut für Innovationsmanagement an der Johannes Kepler Universität Linz und am RiCC-Research Institute for Co-operation and Co-operatives an der Wirtschaftsuniversität Wien, sowie als Universitätsassistentin am Institut für KMU-Management an der Wirtschaftsuniversität Wien.
Nach Forschungsaufenthalten an u. a. der Aalto-Universität und der Anglia Ruskin University in Cambridge habilitierte sich Isabella Hatak an der Wirtschaftsuniversität Wien mit ihrer Arbeit zu «Entrepreneurial Behavior: Contributions to the Exploitation of Entrepreneurial Opportunities in New and within Existing Organizations», wo sie zuvor auch promovierte. Sie hat einen Master (MSc) in Coaching und Organisationsentwicklung sowie einen Master (MA) in Internationale Wirtschaftsbeziehungen mit Studienaufenthalten in Amsterdam und Prag. Sie ist akademisch zertifizierte systemische Coach, Personalentwicklerin und Organisationsberaterin.
Zusammen mit Thomas Zellweger, Urs Fueglistaller und Walter Weber organisiert sie die 1948 gegründete alle zwei Jahre stattfindende Forscherkonferenz «Rencontres de St-Gall».
Isabella Hataks Forschungsschwerpunkte sind Entrepreneurship und KMU Management mit besonderem Fokus auf Erfolgswirkungen von Wohlbefinden, Gesundheit und Verhalten im Unternehmertum. Spezifisch widmet sie sich in ihrer Forschung den Vorbedingungen und Erfolgswirkungen der unternehmerischen Persönlichkeit (z. B. Narzissmus, Bescheidenheit), Emotionen (z. B. Leidenschaft), Gesundheit (z. B. mentale Gesundheit und mentale Besonderheiten wie ADHS, körperliche Gesundheit, Stress, Burn-out) sowie unternehmerischen Verhaltens (z. B. Transformation von Gründungsintentionen in Handlungen, proaktive Gestaltung riskanter Innovationsprozesse im KMU), unter Berücksichtigung der unternehmerischen Einbettung in den institutionellen und familiären Kontext.